# Hanna Liberska
Hanna Liberska (ur. 12 grudnia 1955 w Poznaniu) – polska psycholog, biolog, profesor nauk społecznych.

## Życiorys
Pracownik naukowy na stanowisku adiunkta w Zakładzie Psychologii Rozwoju Człowieka i Badań nad Rodziną Instytutu Psychologii Uniwersytetu im. Adama Mickiewicza w Poznaniu do 2006/2007.
Specjalizuje się w psychologii rozwoju młodzieży i młodych dorosłych oraz w problematyce psychologii społecznej, w tym psychologii rodziny.
W 1981 została zatrudniona na stanowisku asystenta w Instytucie Psychologii UAM.
W roku 1989 uzyskała stopień doktora  na podstawie rozprawy nt. Efektywność strategii rozwiązywania problemów intelektualnych, uwarunkowania i rozwój w okresie dorastania (promotor Maria Tyszkowa)
17 stycznia 2005 uzyskała stopień doktora habilitowanego nauk humanistycznych na podstawie rozprawy pt. Perspektywy temporalne młodzieży. Wybrane uwarunkowania. Tytuł profesora nauk społecznych został nadany w dniu 6 kwietnia 2021.
Kierownik Zakładu Psychologii Społecznej i Badań nad Młodzieżą Uniwersytetu Kazimierza Wielkiego w Bydgoszczy. Została uhonorowana Medalem Komisji Edukacji Narodowej i Srebrnym Krzyżem Zasługi.
Redaktor naczelna Polskiego Forum Psychologicznego (od 2013).
Członkostwo ISRA International Society for Research on Aggression 

## Wybrane publikacje
- Hanna Liberska Perspektywy temporalne młodzieży. Wybrane uwarunkowania. Poznań: Wydawnictwo Naukowe UAM
- Hanna Liberska, Mirosława Matuszewska (red.): Małżeństwo: męskość-kobiecość-miłość-konflikt. Poznań, Humaniora
- Hanna Liberska, Marzanna Farnicka (eds.) Aggression as a Challenge : Theory and research : Current Problems. Frankfurt am Main : Peter Lang Edition,  274 s
- Hanna Liberska, Marzanna Farnicka (eds.) (2014). Child of many worlds. Focus on the Problem of Ethnic Minorities. Frankfurt am Main : Peter Lang Publishing, 224 s.
- Iwona Janicka, Hanna Liberska (red.) (2014). Psychologia Rodziny. Warszawa: Wydawnictwo Naukowe PWN.
- Hanna Liberska, Oczekiwania dotyczące własnej osoby i przyszłego partnera małżeńskiego w późnej adolescencji w Rocznikach Socjologii Rodziny – tom XIII (2001) Studia socjologiczne oraz interdyscyplinarne (red. Zbigniew Tyszka)